# Strmca, Postojna
Strmca este o localitate din comuna Postojna, Slovenia, cu o populație de 80 de locuitori.